# Cas Cassandra
Cas Cassandra és el nom mediàtic que va rebre la causa judicial oberta contra Cassandra Vera Paz (Águilas, 3 de novembre de 1995) després de ser denunciada l'any 2016 per uns missatges a la xarxa social Twitter al·lusius a Luis Carrero Blanco, president del Govern espanyol durant la dictadura franquista, i a l'atemptat terrorista que va acabar amb la seva vida. L'any 2017 va ser condemnada per l'Audiència Nacional a un any de presó i set d'inhabilitació, però la sentència va ser anul·lada el 2018 pel Tribunal Suprem.

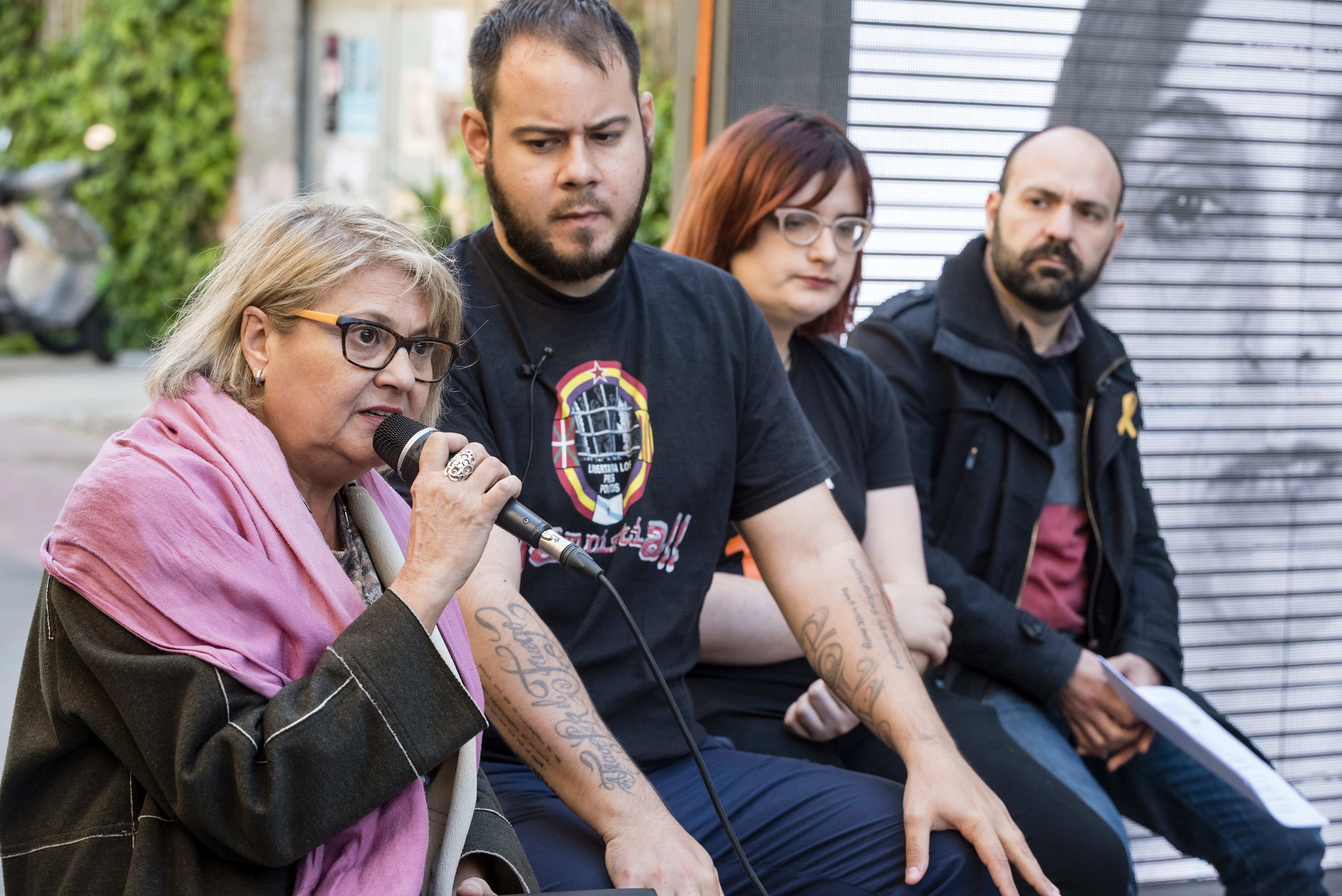
Mercè Alcocer, Pablo Hasél, Cassandra Vera i Marcel Mauri en un esdeveniment organitzat per Òmnium Cultural.

## Cronologia

### Operació Aranya
Entre 2013 i 2016, des del seu compte de Twitter, Cassandra va publicar una sèrie de missatges sobre l'atemptat mortal perpetrat per ETA el 20 de desembre de 1973 contra el president del Govern de la dictadura franquista Luis Carrero Blanco. Arran d'una de les batudes de l'operació Aranya del Servei d'Informació de la Guàrdia Civil, es van denunciar els tuits de Cassandra —a partir del dia que va complir 18 anys— per injúries a les víctimes del terrorisme. Segons Cassandra Vera, el 13 d'abril de 2016 va ser cridada a declarar per la Guàrdia Civil en relació amb una denúncia d'un robatori que havia fet un any abans però, ja a comissaria, va ser informada que la denúncia era contra ella i li van intervenir el telèfon mòbil.

### Audiència Nacional
Els tretze tuits denunciats que van constar van ser, en l'original en castellà:
| « | - «ETA impulsó una política contra los coches oficiales combinada con un programa espacial». - «Película: 'A tres metros sobre el cielo'. Producción: ETA films. Director: Argala. Protagonista: Carrero Blanco. Género: Carrera espacial». - «Kissinger le regaló a Carrero Blanco un trozo de la luna, ETA le pagó el viaje a ella». - «Si hacer chistes de Carrero Blanco es enaltecimiento del terrorismo...». - «Perdone usted, @GcekaElectronic, un respeto por el gran Carrero, la estación internacional de la ETA puso todo su esfuerzo». - «¿Ya no puedo hacer chistes de Carrero Blanco?» - «Elecciones el día del aniversario del viaje espacial de Carrero Blanco. Interesante». - «Spiderman VS Carrero Blanco». - «¿Carrero Blanco también regresó al futuro con su coche? #RegresoAlFuturo». - «Feliz 20 de diciembre». (Amb la foto de l'atemptat contra Carrero Blanco.) - «20D». (Amb el muntatge d'un astronauta amb la cara de Carrero Blanco a la superficie llunar.) - «URSS VS SPAIN. URSS vs SPAIN. URSS Yuri Gagarin VS SPAIN Carrero Blanco». - «Contigo quiero volar / para poder verte desde el cielo / en busca de lo imposible / que se escapa entre mis dedos». (Amb una imatge que recrea la trajectòria ascendent del vehicle de Carrero Blanco.) | » |

Traduïdes al català, serien
| « | - «ETA va impulsar una política contra els cotxes oficials combinada amb un programa espacial». - «Pel·lícula: 'Tres metros sobre el cielo'. Producció: ETA films. Director: Argala. Protagonista: Carrero Blanco. Gènere: Cursa espacial». - «Kissinger li va regalar a Carrero Blanco un tros de la lluna, ETA va pagar-ne el viatge». - «Si fer acudits de Carrero Blanco és enaltiment al terrorisme...». - «Perdoni vostè, @GcekaElectronic, un respecte per al gran Carrero, l'estació internacional de l'ETA va posar tots els seus esforços». - «Ja no puc fer acudits de Carrero Blanco?» - «Eleccions el dia de l'aniversari del viatge espacial de Carrero Blanco. Interessant». - «Spider-Man VS Carrero Blanco». - «¿Carrero Blanco també va tornar al futur amb el seu cotxe? #RegresoAlFuturo». - «Feliç 20 de desembre». (Amb la foto de l'atemptat contra Carrero Blanco.) - «20D». (Amb el muntatge d'un astronauta amb la cara de Carrero Blanco a la superficie llunar.) - «URSS VS SPAIN. URSS vs SPAIN. URSS Iuri Gagarin VS SPAIN Carrero Blanco». - «Amb tu vull volar / per poder veure't des del cel / a la recerca d'allò impossible / que s'escapa entre els meus dits». (Amb una imatge que recrea la trajectòria ascendent del vehicle de Carrero Blanco.) | » |

El 13 de setembre va anar a declarar davant del jutge instructor amb el seu advocat d'ofici, del que va prescindir posteriorment a causa de la seva pretensió de basar la defensa en una suposada alienació mental relacionada amb la condició de transgènere de la investigada. Cassandra, per mitjà del despatx BGD Advocats, que va acceptar portar la defensa del cas de forma pro bono, va decidir llavors plantejar la seva defensa des del dret a la llibertat d'expressió i la intenció humorística de les seves piulades.
El 29 de març de 2017 va ser condemnada per l'Audiència Nacional, en considerar-se que els missatges publicats constituïen menyspreu, deshonra i burla a les víctimes del terrorisme i a les seves famílies. Cassandra va rebre suport d'associacions i individus en defensa de la llibertat d'expressió, entre els quals la carta d'una neta de Carrero Blanco. No obstant això, el tribunal, format per Juan Francisco Martel Rivero –ponent–, Teresa Palacios i Carmen Paloma González, la va condemnar a un any de presó, amb accessòria d'inhabilitació d'un any per a l'exercici del dret de sufragi passiu i set anys d'inhabilitació absoluta, a més de l'abonament de les costes processals i la retirada dels missatges, per humiliació a les víctimes i enaltiment del terrorisme. El fiscal Pedro Martínez Torrijos demanava dos anys i sis mesos de presó, i vuit anys i sis mesos d'inhabilitació absoluta. La condemna va tenir ressò en la premsa internacional i la reacció contrària de partits com a Esquerra Unida o Podem. Esquerra Unida va replicar des del seu compte oficial a Twitter els missatges pels quals es va condemnar Cassandra.

### Tribunal Suprem
La sentència va ser recorreguda davant del Tribunal Suprem adduint una sèrie de motius:
1. Per violació de l'article 20 de la Constitució espanyola, per vulneració de l'article 19 de la Declaració Universal de Drets Humans i de l'article 11 de la Carta dels Drets Fonamentals de la Unió Europea, en què es consagra el dret a la llibertat d'expressió.
2. Per violació de l'article 24.2 de la Constitució espanyola, de presumpció d'innocència, en no haver-se practicat prova de càrrec suficient.
3. Per infracció de llei per la indeguda aplicació de l'article 578 del Codi Penal –d'exaltació del terrorisme i humiliació a les víctimes del terrorisme, introduït per la Llei Orgànica 7/2000, de 22 de desembre– sense motivació suficient.
4. Per infracció de llei, a tenor de l'article 579bis del Codi Penal, en produir-se inobservança de les circumstàncies personals, el context i el contingut propi de Twitter.
5. Per infracció de llei per indeguda aplicació de l'article 14.3 del Codi Penal, per inaplicació de l'error invencible i de la doctrina de l'error vencible.
6. Per infracció de llei per error manifest en l'apreciació de la prova aportada per la defensa.

La fiscalia va impugnar tots els punts, però el 26 de febrer de 2018, el Tribunal Suprem va estimar el recurs de cassació i va anul·lar la sentència de l'Audiència Nacional per infracció de llei, rebutjant el motiu segon però acceptant el motiu tercer i considerant, així doncs, innecessari examinar els restants motius. El Suprem va concloure que la repetició d'«acudits fàcils i de mal gust […] és reprotxable socialment i fins i tot moral quan fa mofa d'una greu tragèdia humana, però no resulta proporcionada d'una sanció penal». La sentència afegeix que es tracta «d'acudits ja coneguts […] en els quals es juga, en clau d'humor, amb la forma singular en què es va perpetrar l'atemptat, […] sobre el fet que el vehicle solqués l'espai i acabés caient dins d'un edifici […] no contenen cap comentari àcid contra la víctima de l'atemptat ni expressen frases o comentaris feridors, punyents o ultratjadors contra la seva persona, […] en un context molt especial […] per la circumstància rellevant que l'atemptat objecte de mofa o burla ha tingut lloc fa ja 44 anys, temps més que suficient per considerar-ho com un succés històric. […] De tal forma que […] no sembla que estiguem davant d'un cas que requereixi una resposta del sistema penal, en no estimar-la aquí com una reacció adequada i proporcionada». El ponent de la sentència va ser el magistrat Alberto Jorge Barreiro, que formava part del tribunal juntament amb els magistrats Andrés Martínez Arrieta, Miguel Colmenero, Antonio del Moral García i Ana Ferrer.